# Gustav Gnamuš
Gustav (Avgust) Gnamuš, slovenski slikar, * 18. november 1941, Mežica, † april 2024.
Med letoma 1961 in 1966 je pri Francetu Miheliču, Maksimu Sedeju in Gabrijelu Stupici študiral slikarstvo na Akademiji za likovno umetnost v Ljubljani, diplomiral je leta 1966. Gnamuš živi in deluje v Ljubljani. Od leta 1978 je bil predavatelj na Akademiji za likovno umetnost v Ljubljani, od leta 1990 s statusom rednega profesorja za slikarstvo. Leta 1996 je prejel Nagrado Riharda Jakopiča, 2001 pa za svoj slikarski opus tudiPrešernovo nagrado. 2013 je bil imenovan v naziv zaslužnega profesorja ljubljanske univerze.